# Ruta 923 (Costa Rica)
La Ruta 923, oficialmente Ruta Nacional Terciaria 923, es una ruta nacional de Costa Rica ubicada en la provincia de Guanacaste.

## Descripción
En la provincia de Guanacaste, la ruta atraviesa el cantón de Bagaces (el distrito de Bagaces), el cantón de Cañas (los distritos de Cañas, Bebedero).